# Aristobul III de Judea
Aristobul III de Judea (llatí: Aristobūlus; grec antic: Ἀριστόβουλος, Aristóboulos) va ser gran sacerdot de Judea, fill d'Alexandre Asmoneu i d'Alexandra i net d'Aristobul II de Judea, germà de Mariamne I, la dona d'Herodes el Gran. Va ser el darrer representant de la casa dels Asmoneus.
La seva mare Alexandra, indignada perquè Herodes havia donat l'any 37 aC el càrrec de gran sacerdot a un jueu fosc anomenat Ananel va mirar d'obtenir aquest càrrec per a Aristobul per mitjà de Marc Antoni, degudament aconsellat per Cleòpatra, amiga de la mare. Herodes es va adonar del perill: va deposar Ananel i va nomenar Aristòbul gran sacerdot amb només disset anys l'any 36 aC. Com que la mare va continuar conspirant contra Herodes, i fins i tot va estar a punt de fugir a Egipte amb el seu fill, segons Flavi Josep el rei va fingir que els perdonava, però poc després, l'any 35 aC, va fer matar traïdorament Aristobul a Jericó, on uns sicaris el van ofegar mentre es banyava. Herodes va tornar a posar Ananel en el càrrec de Summe sacerdot (35 aC-30 aC).